# BAFTA-galan 2012
Den 65:e upplagan av BAFTA-galan hölls i Royal Opera House, London den 12 februari 2012 och  belönade insatser inom filmer från 2011. Årets värd var Stephen Fry.

## Vinnare och nominerade
Vinnarna listas i fetstil.
| Bästa film | Bästa regi |
| --- | --- |

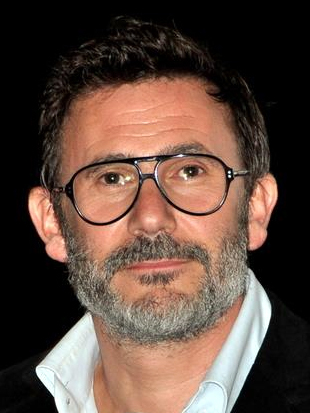
Michel Hazanavicius
Bästa regi

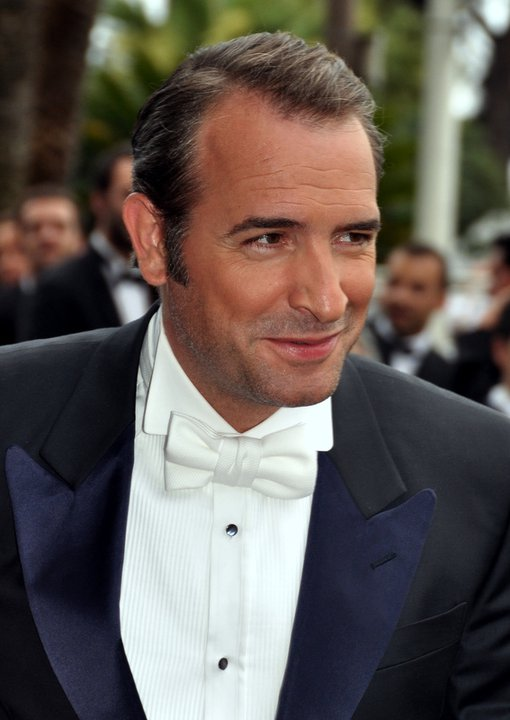
Jean Dujardin
Bästa manliga huvudroll

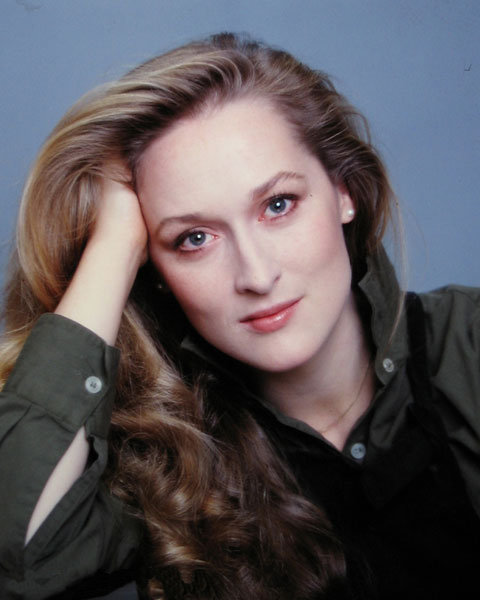
Meryl Streep
Bästa kvinnliga huvudroll

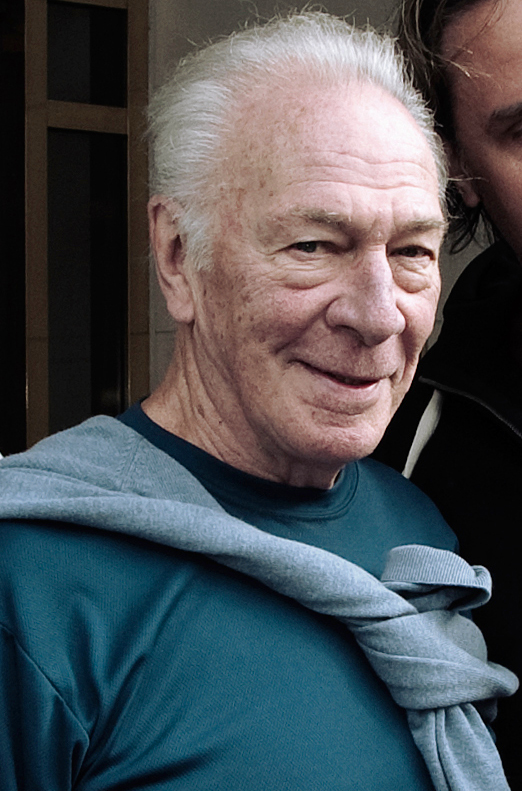
Christopher Plummer
Bästa manliga biroll

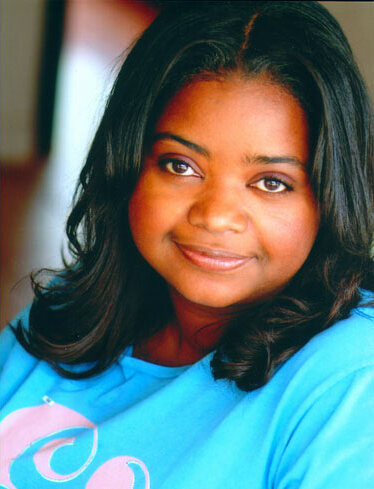
Octavia Spencer
Bästa kvinnliga biroll

| - The Artist – Thomas Langmann - The Descendants – Jim Burke, Alexander Payne och Jim Taylor - Drive – Marc Platt och Adam Siegel - Niceville – Brunson Green, Chris Columbus och Michael Barnathan - Tinker, Tailor, Soldier, Spy – Tim Bevan, Eric Fellner och Robyn Slovo | - Michel Hazanavicius – The Artist - Nicolas Winding Refn – Drive - Martin Scorsese – Hugo Cabret - Tomas Alfredson – Tinker, Tailor, Soldier, Spy - Lynne Ramsay – Vi måste prata om Kevin |
| Bästa manliga huvudroll | Bästa kvinnliga huvudroll |
| - Jean Dujardin – The Artist - Brad Pitt – Moneyball - Gary Oldman – Tinker, Tailor, Soldier, Spy - George Clooney – The Descendants - Michael Fassbender – Shame | - Meryl Streep – Järnladyn - Bérénice Bejo – The Artist - Michelle Williams – My Week with Marilyn - Tilda Swinton – Vi måste prata om Kevin - Viola Davis – Niceville |
| Bästa manliga biroll | Bästa kvinnliga biroll |
| - Christopher Plummer – Beginners - Jim Broadbent – Järnladyn - Jonah Hill – Moneyball - Kenneth Branagh – My Week with Marilyn - Philip Seymour Hoffman – Maktens män | - Octavia Spencer – Niceville - Carey Mulligan – Drive - Jessica Chastain – Niceville - Judi Dench – My Week with Marilyn - Melissa McCarthy – Bridesmaids |
| Bästa originalmanus | Bästa manus efter förlaga |
| - The Artist – Michel Hazanavicius - Bridesmaids – Annie Mumolo och Kristen Wiig - The Guard – John Michael McDonagh - Järnladyn – Abi Morgan - Midnatt i Paris – Woody Allen | - Tinker, Tailor, Soldier, Spy – Bridget O'Connor och Peter Straughan - The Descendants – Alexander Payne, Nat Faxon och Jim Rash - Niceville – Tate Taylor - Maktens män – George Clooney, Grant Heslov och Beau Willimon - Moneyball – Steven Zaillian och Aaron Sorkin |
| Bästa brittiska film | Bästa icke-engelskspråkiga film |
| - Tinker, Tailor, Soldier, Spy – Tomas Alfredson, Tim Bevan, Eric Fellner, Robyn Slovo, Bridget O'Connor och Peter Straughan - My Week with Marilyn – Simon Curtis, David Parfitt, Harvey Weinstein och Adrian Hodges - Senna – Asif Kapadia, James Gay-Rees, Tim Bevan, Eric Fellner och Manish Pandey - Shame – Steve McQueen, Iain Canning, Emile Sherman och Abi Morgan - Vi måste prata om Kevin – Lynne Ramsay, Luc Roeg, Jennifer Fox, Robert Salerno och Rory Stewart Kinnear | - The Skin I Live In – Pedro Almodóvar och Agustín Almodóvar - Nawals hemlighet – Denis Villeneuve, Luc Déry och Kim McCraw - Pina – Wim Wenders och Gian-Piero Ringel - Potiche - En fransk troféfru – François Ozon, Eric Altmayer och Nicolas Altmayer - Nader och Simin - En separation – Asghar Farhadi |
| Bästa dokumentär | Bästa debut av en brittisk författare, regissör eller producent |
| - Senna – Asif Kapadia - George Harrison: Living in the Material World – Martin Scorsese - Project Nim – James Marsh och Simon Chinn | - Tyrannosaur – Paddy Considine och Diarmid Scrimshaw - Attack the Block – Joe Cornish - Coriolanus – Ralph Fiennes - Submarine – Richard Ayoade - Black Pond – Will Sharpe, Tom Kingsley och Sarah Brocklehurst |
| Bästa filmmusik | Bästa ljud |
| - The Artist – Ludovic Bource - The Girl with the Dragon Tattoo – Trent Reznor och Atticus Ross - Hugo Cabret – Howard Shore - Tinker, Tailor, Soldier, Spy – Alberto Iglesias - War Horse – John Williams | - Hugo Cabret – Philip Stockton, Eugene Gearty, Tom Fleischman och John Midgley - The Artist – Nadine Muse, Gérard Lamps och Michael Krikorian - Harry Potter och Dödsrelikerna: Del 2 – James Mather, Stuart Wilson, Stuart Hilliker, Mike Dowson och Adam Scrivener - Tinker, Tailor, Soldier, Spy – John Casali, Howard Bargroff, Doug Cooper, Stephen Griffiths och Andy Shelley - War Horse – Stuart Wilson, Gary Rydstrom, Andy Nelson, Tom Johnson och Richard Hymns |
| Bästa scenografi | Bästa foto |
| - Hugo Cabret – Dante Ferretti och Francesca Lo Schiavo - The Artist – Laurence Bennett och Robert Gould - Harry Potter och Dödsrelikerna: Del 2 – Stuart Craig och Stephenie McMillan - Tinker, Tailor, Soldier, Spy – Maria Djurkovic och Tatiana Macdonald - War Horse – Rick Carter och Lee Sandales | - The Artist – Guillaume Schiffman - The Girl with the Dragon Tattoo – Jeff Cronenweth - Hugo Cabret – Robert Richardson - Tinker, Tailor, Soldier, Spy – Hoyte Van Hoytema - War Horse – Janusz Kaminski |
| Bästa smink | Bästa kostym |
| - Järnladyn – Mark Coulier, J. Roy Helland och Marese Langan - The Artist – Julie Hewett, Cydney Cornell - Harry Potter och Dödsrelikerna: Del 2 – Amanda Knight, Lisa Tomblin och Nick Dudman - Hugo Cabret – Morag Ross och Jan Archibald - My Week with Marilyn – Jenny Shircore | - The Artist – Mark Bridges - Hugo Cabret – Sandy Powell - Jane Eyre – Michael O'Connor - My Week with Marilyn – Jill Taylor - Tinker, Tailor, Soldier, Spy – Jacqueline Durran |
| Bästa klippning | Bästa specialeffekter |
| - Senna – Gregers Sall och Chris King - The Artist – Anne-Sophie Bion och Michel Hazanavicius - Drive – Matthew Newman - Hugo Cabret – Thelma Schoonmaker - Tinker, Tailor, Soldier, Spy – Dino Jonsäter | - Harry Potter och Dödsrelikerna: Del 2 – Tim Burke, John Richardson, Greg Butler och David Vickery - War Horse – Ben Morris och Neil Corbould - Hugo Cabret – Robert Legato, Ben Grossmann, Alex Henning och Joss Williams - Apornas planet: (r)Evolution – Daniel Barrett, Joe Letteri, Dan Lemmon och R. Christopher White - Tintins äventyr: Enhörningens hemlighet – Joe Letteri, Wayne Stables, Keith Miller och Jamie Beard                                          |
| Bästa animerade film | Bästa animerade kortfilm |
| - Rango – Gore Verbinski - Tintins äventyr: Enhörningens hemlighet – Steven Spielberg - Arthur och julklappsrushen – Sarah Smith | - A Morning Stroll – Grant Orchard och Sue Goffe - Abuelas – Afarin Eghbal, Kasia Malipan och Francesca Gardiner - Bobby Yeah – Robert Morgan |
| Bästa kortfilm | Rising Star Award |
| - Pitch Black Heist – John Maclean och Gerardine O'Flynn - Chalk – Martina Amati, Gavin Emerson, James Bolton och Ilaria Bernardini - Mwansa the Great – Rungano Nyoni och Gabriel Gauchet - Only Sound Remains – Arash Ashtiani och Anshu Poddar - Two & Two – Babak Anvari, Kit Fraser och Gavin Cullen | - Adam Deacon - Chris Hemsworth - Chris O'Dowd - Eddie Redmayne - Tom Hiddleston |

### Academy Fellowship
- Martin Scorsese
- Rolf Harris

### Outstanding British Contribution to Cinema
- John Hurt

### Filmer med flera vinster
- 7 vinster: The Artist
- 2 vinster: Hugo Cabret, Järnladyn, Senna och Tinker, Tailor, Soldier, Spy

### Filmer med flera nomineringar
- 12 nomineringar: The Artist
- 11 nomineringar: Tinker, Tailor, Soldier, Spy
- 9 nomineringar: Hugo Cabret
- 6 nomineringar: My Week with Marilyn
- 5 nomineringar: Niceville och War Horse
- 4 nomineringar: Drive, Harry Potter och Dödsrelikerna: Del 2 och Järnladyn
- 3 nomineringar: The Descendants, Moneyball, Senna och Vi måste prata om Kevin
- 2 nomineringar: Bridesmaids, The Girl with the Dragon Tattoo, Maktens män, Shame och Tintins äventyr: Enhörningens hemlighet